# Royal Institution of Chartered Surveyors

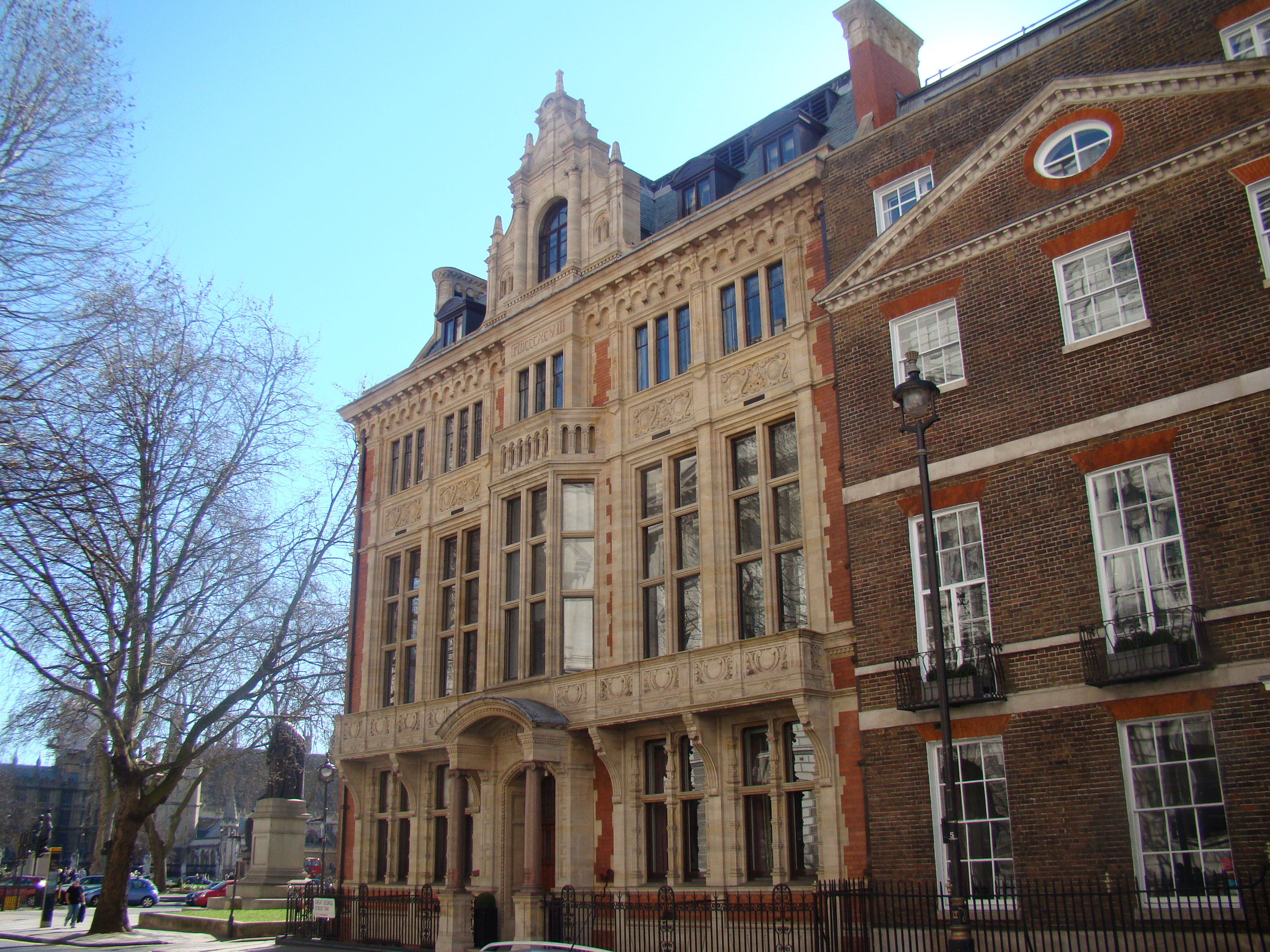
Vista da fachada da Royal Institution of Chartered Surveyors da Great George Street

A Royal Institution of Chartered Surveyors (RICS) é um órgão profissional que promove e aplica os mais altos padrões internacionais na avaliação, gerenciamento e desenvolvimento de terras, imóveis, construção e infraestrutura.
O RICS trabalha em um nível inter-governamental, fornecendo um padrão único internacional que apoia um mercado seguro e vibrante em terra, imóveis, construção e infraestrutura, para o benefício de todos.
Profissionais com qualificações RICS podem usar as seguintes designações após seu nome: AssocRICS (Associado), MRICS (Membro), FRICS (Fellow).